# Glauconita
La glauconita es un mineral del grupo de los silicatos, subgrupo filosilicatos y dentro de ellos pertenece a las micas. Es un hidroxi-silicato con numerosos iones metálicos, dando muchas variedades, hasta el punto de que más que un mineral la glauconita casi es considerada como grupo de minerales.
El color es distintivamente verde, puede que con tonalidad azulada o amarillenta. Normalmente se encuentra en forma de agregados redondeados o pellets, con partículas escamosas, como todas las micas, pero de grano muy fino.
Se le puso nombre en 1828 a partir del griego glaukos, que significa azul-verdoso, en alusión a su color. El término glauconio fue usado antes en 1823, pero se renombró como glauconita.

## Ambiente de formación
Mineral común en las secuencias sedimentarias desde el Cámbrico hasta el presente, siendo el componente principal de las areniscas verdes, precisamente llamadas así por su alto contenido en glauconita.
Formado por alteración diagenética de la biotita depositada en un ambiente sedimentario marino somero, por lo que es usada por los geólogos como indicador de ambiente de sedimentación marino.

## Localización, extracción y uso
Abunda en las arenas terciarias marinas del mar Báltico y en numerosas rocas sedimentarias repartidas por todo el mundo. En España son glauconíferas las areniscas y arcillas mesozoicas de Guadalajara y Cuenca.
La glauconita es empleada en la industria textil, en la industria azucarera y en la industria cervecera. Por su contenido en potasio también se ha usado para la elaboración de fertilizantes agrícolas. Otro uso es como colorante no tóxico y resistente a los agentes atmosféricos.